# Kostel svatého Cyrila a Metoděje (Ostrava)
Kostel svatého Cyrila a Metoděje patří mezi nové kostely postavené na území města Ostravy. Nachází se v městském obvodě Pustkovec.

## Historie
Se stavbou započal porubský farář Josef Gazda na podzim roku 1997 a o rok později, 8. prosince 1998, byl kostel slavnostně vysvěcen biskupem Františkem Lobkowiczem. Kostel byl nejprve filiálním kostelem farnosti Ostrava–Poruba, avšak od 1. ledna 2007, kdy byla zřízena samostatná pustkovecká farnost, se stal farním kostelem.

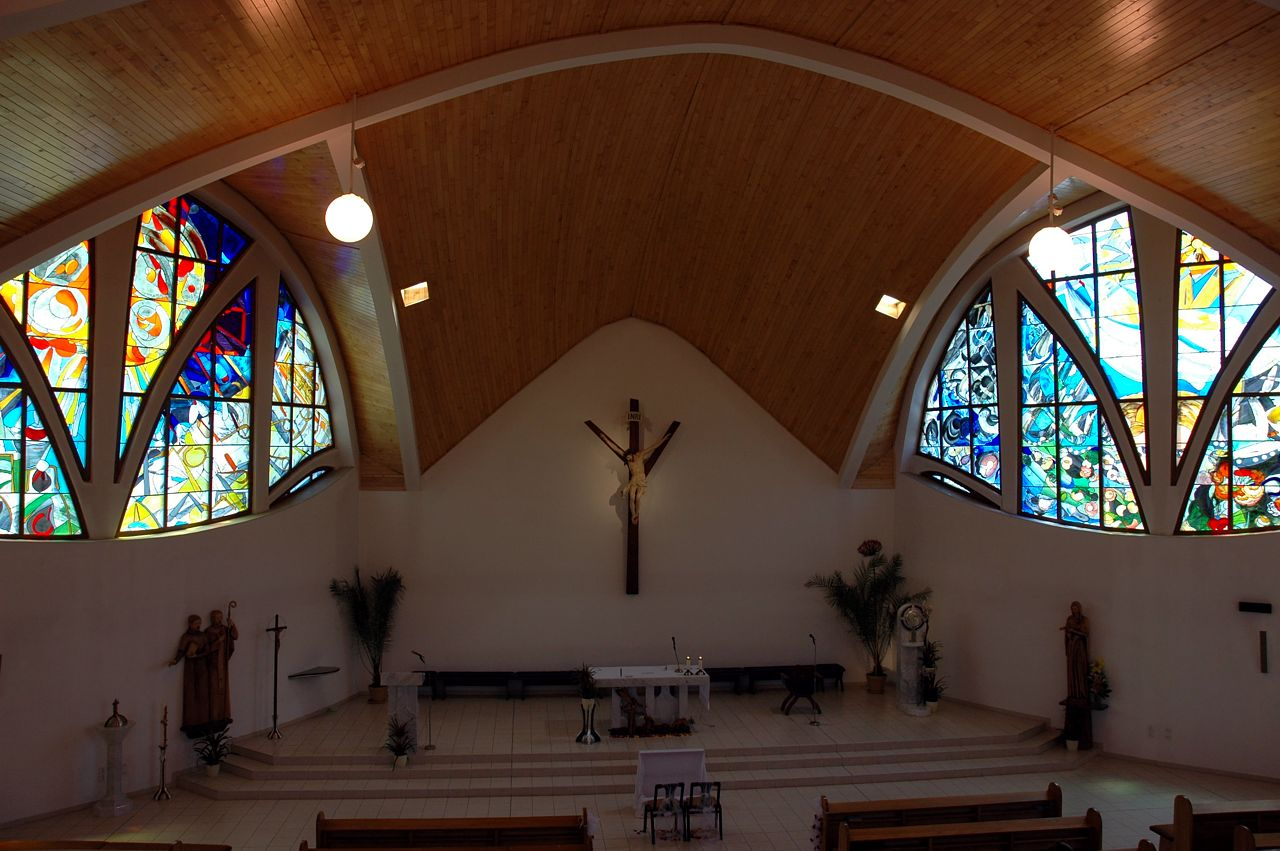
Interiér kostela

Kostel je postaven na půdorysu řeckého kříže se čtyřmi dominantními prosklenými okenními plochami. Nad vchodem je jedno menší okno ve tvaru široké spáry ve tvaru srpku měsíce. Stěna za oltářem je prostá a obílená, dominantou je velká barokní polychromovaná řezba Krista. Kříž, na kterém visí, má ramena směřující nahoru, což je v křesťanství neobvyklé zejména proto, že stejný tvar má runa Algiz. Celý vnitřní prostor je světlý a vzdušný. Architektonický návrh provedl Tomáš Černoušek.
Z dílny řezbáře Josefa Staňka z Bučovic pochází většina vnitřního vybavení kostela: socha Panny Marie, reliéf svatých Cyrila a Metoděje, Křížová cesta, reliéf pod oltářem znázorňující obětování Izáka, sedes s reliéfem zvěstování Páně, věčné světlo nad svatostánkem znázorňující hořící Mojžíšův keř, procesní kříž, stojany na svíce a paškál, víko na křtitelnici se sochou svatého Jana Křtitele i odkládací stůl na liturgické nádoby.
Zvony vyrobil v roce 1998 Josef Tkadlec z Halenkova. Největší zvon se jmenuje svatý Cyril a váží 220 kg, prostřední zvon je svatá Sylvie s vahou 150 kg a poslední zvon byl nazván svatý Metoděj a váží 100 kg. Zavěšeny jsou ve 24 m vysoké zvonici umístěné vedle budovy kostela.